# Secretaría de Planeación y Desarrollo Regional de Quintana Roo
La Secretaría de Planeación y Desarrollo de Quintana Roo es una dependencia de la Administración Pública Estatal, encargada de coordinar y conducir los procesos de planeación gubernamental, orientados al Desarrollo Económico y Social de las Regiones del Estado, con la participación activa de los grupos sociales interesados, asegurando la canalización de los Recursos Públicos a los Programas Prioritarios y manteniendo en forma permanente un sistema de medición y de difusión de los resultados que se obtengan.

## Historia
El 18 de octubre de 1974 de Econformidad con la Ley Orgánica de la Administración Pública en ese entonces, fue creada la Secretaría de Desarrollo Económico del Estado, que tenía como principio fundamental promover y fomentar el desarrollo socioeconómico de la Entidad. En 1981 se adhiere a esta Secretaría la Coordinación General del Comité de Planeación para el Desarrollo del Estado y la operación del Convenio Único de Coordinación.
En abril de 1987, se modificó la estructura, cuando se denominó Secretaría de Planeación, conservando las funciones de la planeación, programación, control y evaluación de los proyectos de desarrollo, y separando así todos los aspectos de la promoción económica.
En enero de 1989 nuevamente se modificó denominándose Secretaría de Programación y Presupuesto, con las mismas funciones se convierte en Secretaría de Planeación y Programación en marzo de 1993, durando poco tiempo con este nombre.
En marzo de 1995, se reestructura con el nombre de Secretaría de Desarrollo Social, con las tareas que se vienen dando desde siempre, incrementando a la misma, la promoción y vigilancia del Desarrollo Urbano, todos estos cambios efectuados, motivaron cambios a la estructura administrativa, con el fin de dar un mejor servicio a la población, permitiendo manejar los programas de Desarrollo en el marco del Plan Estatal de Desarrollo.
Y a partir del 8 de septiembre de 2000, con las reformas a la Ley Orgánica de la Administración Pública se cambia de nombre denominándose Secretaría de Planeación y Desarrollo Regional, y cuyas atribuciones son modificadas en el sentido de proyectar y coordinar las políticas del desarrollo a través de regular y coordinar el Sistema Estatal de Planeación y el Comité de Planeación para el Desarrollo del Estado.
En cada sexenio, fue sufriendo cambios en el nombre, pero siempre permitió en esencia el promover y fomentar el desarrollo con base en las normas y líneas de acción de los distintos planes y programas estatales de desarrollo establecidos.
El Marco Jurídico que soporta la operación de la Secretaría de Planeación Desarrollo Regional, está sustentado con la Constitución, Leyes y Decretos Federales y Estatales y sus reformas correspondientes.

## Atribuciones
De acuerdo con el artículo 32 de la Ley Orgánica de la Administración Pública del Estado de Quintana Roo, a la Secretaría de Planeación y Desarrollo le compete el despacho de los siguientes asuntos que se indican a continuación:
- Promover la formulación de los proyectos de ley, reglamentos y demás disposiciones de carácter general, en materia de planeación, programación, política presupuestal, información, evaluación, coordinación institucional y desarrollo regional, para la promoción económica y social del Estado y someterlos a la aprobación del ejecutivo.
- Promover la formulación de los proyectos de ley, reglamentos y demás disposiciones de carácter general, en materia de desarrollo social y atención a grupos marginados, en coordinación con las dependencias y entidades de la Administración Pública del Estado involucradas en esas materias y someterlos a la aprobación del Ejecutivo, para el proceso legislativo correspondiente;
- Proyectar y coordinar las políticas de planeación del desarrollo del gasto de inversión del Estado y formular con las dependencias y entidades de su Administración Pública, así como con los grupos sociales interesados, los programas estatales, sectoriales, institucionales y regionales respectivos, asegurando su interrelación; asimismo, coordinar su evaluación y promover su oportuna actualización, bajo las directrices del Gobernador;
- Conducir, regular y coordinar el Sistema Estatal de Planeación y el Comité de Planeación para el Desarrollo del Estado; elaborar con la colaboración de las dependencias y entidades de la Administración Pública del Estado y los gobiernos municipales con la participación de los sectores social y o privado, el Plan Estatal de Desarrollo y los Programas Estatales de Desarrollo, a cargo de las dependencias y entidades señaladas, sometiéndolos a la consideración y aprobación del Gobernador del Estado;
- Determinar e instrumentar los procedimientos, criterios y lineamientos generales para la elaboración, integración, ejecución y evaluación de los programas de inversión a cargo de las dependencias y entidades. Concertar estos aspectos en los programas que se realicen coordinadamente con los gobiernos municipales; así como, brindar a los ayuntamientos la asesoría que le soliciten para la elaboración de sus programas y proyectos de inversión. Además, evaluar, supervisar y asegurar la congruencia en el ejercicio de los recursos del presupuesto de egresos destinados a los programas de inversión;
- Concertar, coordinar, instrumentar y evaluar, bajo las directrices del Gobernador, la ejecución de los programas de inversión y de desarrollo social o productivo, que se realicen con los recursos estatales o federales y cuya ejecución se encomiende a las dependencias y entidades de la Administración Pública del Estado o a los municipios de la entidad, de conformidad con la legislación, normas y acuerdos que regulen la administración, aplicación y vigilancia de estos recursos;

Al efecto deberá supervisar, en coordinación con la Secretaría de Contraloría, el cumplimiento de los programas respectivos y el adecuado ejercicio de los recursos formulando los informes sobre los avances alcanzados para el conocimiento del Gobernador y de las autoridades federales, estatales y municipales involucradas;
- Instrumentar, en coordinación con las dependencias competentes, los trámites y registros que requieran el control y evaluación del ejercicio del gasto de inversión del Presupuesto de Egresos del Estado;
- Coordinar con las dependencias y entidades de la Administración Pública del Estado competentes, la adecuada instrumentación y supervisión de los programas de fomento a las actividades productivas en la entidad, con la participación de los productores y atendiendo a criterios de desarrollo sustentable, equilibrio ecológico, potencialidad en el uso de los recursos, creación de nuevas fuentes de empleo, incremento de la productividad y mejoramiento de las condiciones sociales y económicas de la población;
- Consolidar y regular los servicios regionales del sector, procurando su vinculación con el modelo de organización y desarrollo regional del Estado bajo criterios de eficiencia, productividad y ahorro en el gasto público y mayor cercanía y calidad de servicios a la población;
- Regular, coordinar y conducir los aspectos técnicos del Sistema Estatal de Información, Geografía y Estadística, procurando que los diversos sectores de la Administración Pública del Estado integren, bajo las políticas del mismo, los subsistemas de información que sirvan de base para la elaboración, instrumentación y evaluación de los programas a su cargo; así mismo, asesorar y aportar los elementos técnicos necesarios a la Oficialía Mayor, para la adecuada administración de los servicios informáticos de la Administración Pública del Estado;
- Integrar la información sobre los avances en el cumplimiento de los planes y programas de desarrollo del Estado, así como la que requiera para la formulación del informe que rinde el gobernador del Estado ante la Legislatura del Estado sobre la situación que guarda la Entidad Federativa;
- Proyectar y coordinar, con la participación que le corresponda a los gobiernos municipales, el desarrollo regional; así como fijar, regular, coordinar y evaluar, los lineamientos que deban seguir; y promover que los programas de las dependencias y entidades atiendan los requerimientos del desarrollo regional;
- Autorizar y registrar, en coordinación con la Secretaría de Hacienda, el ejercicio del Gasto Público de Inversión y evaluar su correlación con el Plan Estatal de Desarrollo y el cumplimiento de los programas a cargo de las dependencias y entidades del Estado;
- Regular y supervisar, en coordinación con las Secretarías de Hacienda y de Contraloría, que los subsidios y las transferencias de fondos, provenientes del Ejecutivo del Estado para el desarrollo regional, a favor de los municipios o de instituciones de los sectores social y privado, se vinculen con los objetivos establecidos en el Plan y los programas de desarrollo del Estado;
- Normar, coordinar, supervisar y consolidar los sistemas estatales de planeación, programación sectorial, programación de inversiones, información, evaluación, coordinación institucional y desarrollo regional, asegurando su adecuada integración y funcionamiento en las dependencias y entidades del Estado, así como en los municipios que lo requieran;
- Concertar, con la participación de la Secretaría de Desarrollo Agropecuario, Rural e Indígena, la integración de los presupuestos de desarrollo social en la materia, con la colaboración; tanto de las dependencias coordinadoras de los sectores de producción y desarrollo social, como de las representaciones de esas comunidades. Supervisar su adecuada instrumentación y acordar con la Federación y las autoridades municipales los programas y recursos presupuestales que se destinen al efecto y convenir las medidas que aseguren su adecuada aplicación.
- Asegurar que los planes, programas y presupuestos de las dependencias y entidades de la Administración Pública del Estado, comprendan objetivos relacionados con la racionalidad y la modernización de los servicios públicos que se proporciona a la población.

## Estructura orgánica
La estructura orgánica de la secretaría de planeación y desarrollo del estado de Quintana Roo se integra de la siguiente manera:
Despacho del C. Secretario.
Órgano de Control y Evaluación Interna
Dirección Operativa del COPLADE 
Dirección Jurídica 
Dirección de Informática 
Dirección de Desarrollo Organizacional. 
Dirección Administrativa. 
Departamento de Contabilidad. 
Dirección del Sistema Estatal de Información Geografía y Estadística (SEIGE). 
Departamento de Acopio. 
Departamento de Registro y Análisis Departamento Técnico. 
Subsecretaría de Planeación.
Dirección de Planeación Estratégica. 
Dirección de Programas de Inversión. 
Departamento de Programas Federales. 
Departamento de Desarrollo Social. 
Dirección de Asistencia Técnica a Municipios. 
Departamento de Asistencia Técnica en Inversión Pública. 
Subsecretaría de Desarrollo Regional.
Dirección del Sistema Estatal de Planeación para la Inversión (SEPI) 
Departamento de Evaluación de Proyectos. 
Departamento de Administración del S.A.P. 
Dirección de Administración del P.O.A.
Departamento de Programación. 
Departamento de Administración del P.O.A. 
Departamento de Liberación de Recursos.